# Karthalaflugsnappare
Karthalaflugsnappare (Humblotia flavirostris) är en utrotningshotad fågel i familjen flugsnappare som förekommer på en enda ö i Indiska oceanen.

## Utseende och läten
Karthalaflugsnapparen är en liten (14 cm), streckad flugsnappare med mörk hjässa. Ovansidan är brunaktig med vita kanter på armtäckarna. Hjässan är kraftigt streckad och verkar mörk i fält. Undersidan är beigefärgad i botten, kraftigt täckt med mörkbruna streck. Den är orangegul på ben och näbb. Lätet beskrivs som en mjuk men vass drill.

## Utbredning, systematik och status
Karthalaflugsnapparen placeras som enda art i släktet Humblotia. Fågeln förekommer enbart på ön Grande Comore i Komorerna. Där har dess levnadsmiljö minskat i både kvalitet och omfång. Arten kan möjligen anpassa sig till dessa förändringar, men levnadsmiljön fortsätter att vara hotad och är otillräckligt skyddad. Internationella naturvårdsunionen IUCN kategoriserar därför karthalaflugsnapparen som sårbar. Världspopulationen uppskattas till mellan 6 000 och 15 000 vuxna individer.

## Namn
Fågelns vetenskapliga släktesnamn tillika dess engelska trivialnamn Humblot's Flycatcher hedrar en Henry Joseph Léon Humblot (1852-1914), fransman bosatt på Grande Comore 1889-1896 och samlare av specimen. Karthala är namnet på den vulkan som bildar högsta punkten på ön Grande Comore.